# Hôtel de préfecture des Pyrénées-Orientales
 (décembre 2019).
Si vous disposez d'ouvrages ou d'articles de référence ou si vous connaissez des sites web de qualité traitant du thème abordé ici, merci de compléter l'article en donnant les références utiles à sa vérifiabilité et en les liant à la section « Notes et références ».
L'hôtel de préfecture des Pyrénées-Orientales est un bâtiment situé à Perpignan, en France. Il sert de préfecture au département des Pyrénées-Orientales.

## Localisation
L'édifice est situé dans le département français des Pyrénées-Orientales, sur la commune de Perpignan au 24 Quai Nicolas Sadi Carnot.